# Andreas Kalwos
Andreas Kalwos (ur. 1792 w Zakintos, zm. 1869 w Londynie) – grecki poeta, piszący także po włosku. Przedstawiciel szkoły jońskiej. Drugi po Dionizjosie Solomosie piewca powstania greckiego.

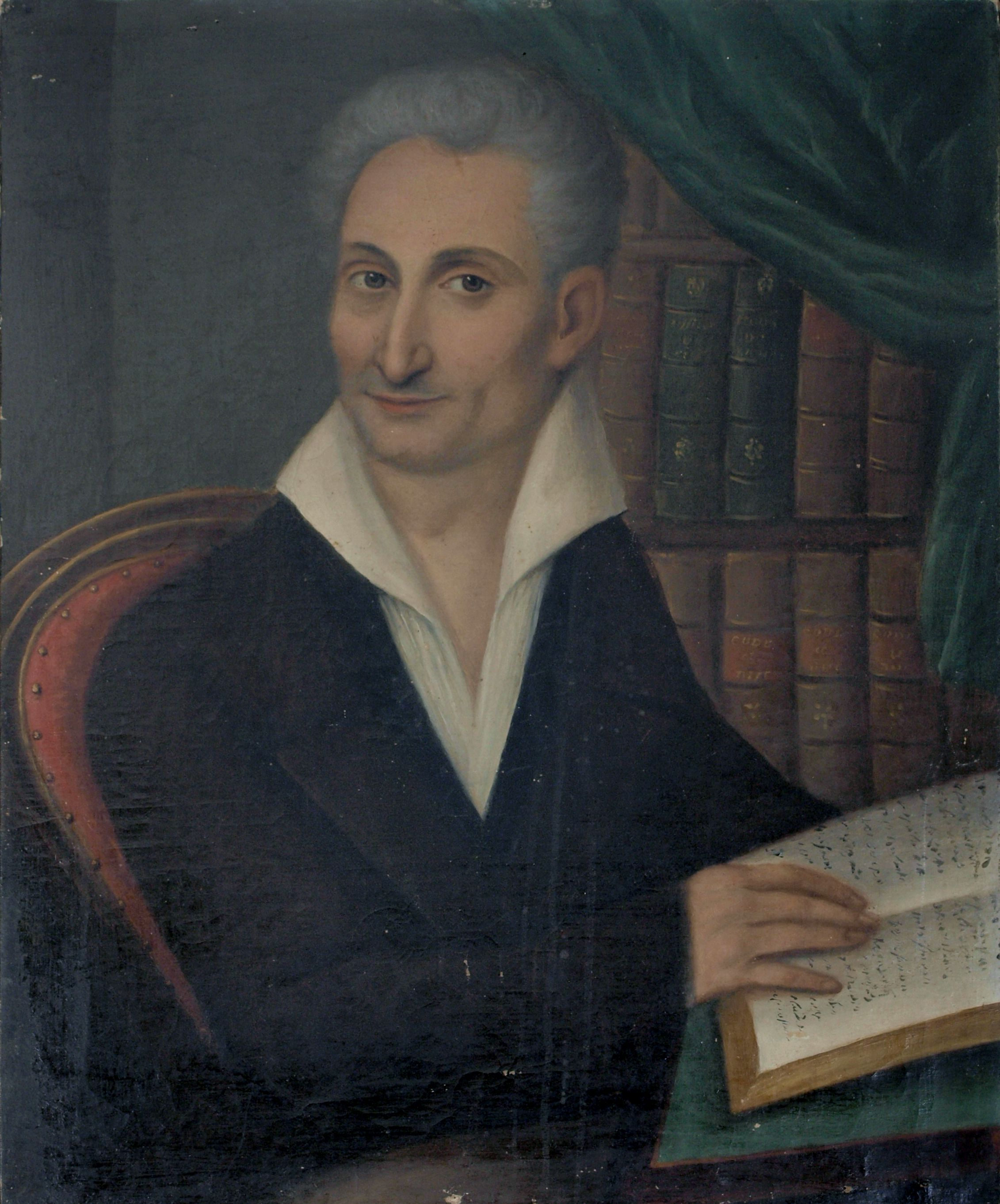

## Życiorys
Był synem Joanisa Kalwosa, kupca z Kerkiry i zubożałej arystokratki Anjeliki. W wieku zaledwie 10 lat wraz z ojcem wyjechał do Livorno we Włoszech, rozstając się na zawsze z matką. Kłopoty finansowe uniemożliwiły mu ukończenie studiów i zmusiły do podjęcia pracy. Andreas został więc sekretarzem włoskiego pisarza preromantycznego, także pochodzącego z Zakintos Ugona Foscola, którego naśladował w swej włoskojęzycznej twórczości – neoklasycystycznych odach i tragediach. Wydalony z Italii za udział w ruchu zjednoczeniowym, zamieszkał w rewolucyjnej Francji. Po kłótni i rozstaniu z protektorem (1816 r.), wyjechał do Londynu, gdzie nauczał języka włoskiego i greckiego.
Gdy wybuchło greckie powstanie narodowe, Kalwos – przebywający wtedy w Genewie – włączył się aktywnie w działania na rzecz Greków. Wydanie pierwszego zbioru jego ód, zatytułowane Lira, wydane w 1824 r. wraz z francuskim przekładem Stanislasa Juliena, wzmocniło ruch filhelleński i zyskało sobie pewien rozgłos. Drugi ich tom, dedykowany bohaterowi walk o niepodległość Ameryki generałowi La Fayette, wydał Kalwos dwa lata później w Paryżu. Wtedy też postanowił wrócić do Grecji, by wziąć udział w powstaniu, ale jego zamiar nie powiódł się. Został profesorem Akademii Jońskiej na Kerkirze, gdzie oddał się pracy dydaktycznej. W 1852 r. wyemigrował do Anglii, aby nauczać, tam też zmarł w 1869 r.
Podobnie jak Solomos, był osobą osobliwego charakteru: wyniosłym, drażliwym samotnikiem. Nie był szczęśliwy, przez wiele lat tułał się po Europie, nie mogąc znaleźć dla siebie miejsca. Nie oszczędziły go tragedie: w rok po ślubie zmarła jego żona, Angielka Maria Thomas; gdy nie powiodła się także próba związku z uczennicą, Susan, Kalwos usiłował popełnić samobójstwo.

## Twórczość

### Język i styl
Także twórczość poetycka Kalwosa, pomimo zainteresowania krytyków (i przede wszystkim Kostisa Palamasa) nigdy nie zyskała szerszego grona czytelników. Winny był temu wyjątkowo specyficzny język i metrum, których używał poeta w swoich odach, przez co padał często ofiarą ataków ze strony współczesnych mu krytyków. Posługiwał się Kalwos swoim własnym, sztucznym językiem, archaicznym w zakresie zarówno słownictwa, jak i morfologii czy składni, rzadko przeplatając tekst wyrażeniami demotyki. Jeszcze bardziej ryzykował niezrozumienie ze strony czytelników, stosując archaiczne nazwy własne i geograficzne, Turków nazywając na przykład Persami, a Paryż „świętym miastem Galów”. Także dziś niektórzy nazywają styl Kalwosa nie inaczej niż dziwacznym, sztucznym tworem, przemieniającym dźwięczną i potoczystą greczyznę w pourywane, neurotyczne strofy, służące do tworzenia równie monumentalnych i martwych obrazów. Jest to jednak środek adekwatny do celu poety – stworzenia wizji Grecji syntetycznej: chrześcijańskiej, ale także kultywującej antyczne cnoty.

### Twórczość w języku greckim
- Elpis Patridos (1819)
- Lira (wyd. w Genewie, 1824 r.) – 10 ód poprzedzonych prologiem, m.in. Oda Do Chwały, Do Śmierci, Na Chios dotycząca rzezi mieszkańców Chios z 1822 r.
- Ody Nowe (wyd. w Paryżu, 1926 r.) – 10 ód, poprzedzonych dedykacją, m.in. oda Na Psary dotycząca zagłady wyspy z wymordowaniem jej mieszkańców, oraz oda Wulkany poświęcona bohaterowi walk o niepodległość Grecji Konstandinosowi Kanarisowi

### W języku włoskim
- Oda do Napoleona (nie zachowana, pierwszy utwór poetycki Kalwosa, napisany w 1811 r.)
- Oda do mieszkańców Wysp Jońskich (1814 r.)
- Hippiasz, Teramenes, Danaidy – klasycystyczne tragedie